# Santa Cristina Gela
Santa Cristina Gela er en italiensk by (og kommune) i regionen Sicilien i Italien, med omkring 1.006(2023) indbyggere.  